# Onthophagus tricavicollis
Onthophagus tricavicollis là một loài bọ cánh cứng trong họ Bọ hung (Scarabaeidae).